# خوان غونزاليس (دراج)
خوان غونزاليس (بالإسبانية: Juan Carlos González Salvador)‏ (و. 1964  م) هو راكب دراجة هوائية إسباني، ولد في بلباو.

## روابط خارجية
- خوان غونزاليس على موقع أرشيف الدراجات (الإنجليزية)
- خوان غونزاليس على موقع إحصائيات الدراجات الإحترافية (الإنجليزية)